# Thomas Stanley, I conte di Derby
Thomas Stanley, I conte di Derby (1435 – Lancashire, 29 luglio 1504), discendente di Edoardo I d'Inghilterra attraverso sua figlia Elisabetta d'Inghilterra (1282-1316) prese parte alla Guerra delle Due Rose.

## Gli antefatti
Thomas Stanley nacque nel 1435 da Thomas Stanley, I barone Stanley (1405 circa-20 febbraio 1459) e da Joan Gushill, che portava nelle sue vene il sangue dei Plantageneti annoverando fra i propri antenati Edoardo I d'Inghilterra. Dei suoi primi quattordici anni di vita si conosce poco o nulla, in quell'anno comunque, il 1459, suo padre morì lasciando a Thomas tutti i suoi titoli ed i suoi beni comprese diverse terre sparse fra il Cheshire ed il Lancashire. L'eredità ricevuta dava la possibilità di farsi largo nella scena politica e militare del paese e suo padre, prima di morire, lo aveva presentato a corte, era il 1454, ed era divenuto scudiero di Enrico VI d'Inghilterra.
Nel 1455 scoppiarono i primi fuochi della Guerra delle due rose e Thomas venne chiamato a muoversi entro il terreno minato che era divenuta la nobiltà inglese. La sua famiglia appoggiava storicamente il ramo dei Lancaster, infatti nel 1399 appoggiarono le pretese di Enrico IV d'Inghilterra al trono, sostenendo che i suoi diritti derivavano dal padre Giovanni Plantageneto, I duca di Lancaster, figlio di Edoardo III d'Inghilterra. In quel periodo governava Riccardo II d'Inghilterra, figlio del defunto Edoardo il Principe Nero, primogenito di Edoardo III, la sua mancanza di eredi scatenò le brame dei discendenti del suo predecessore e dopo diversi assassinii, esili e confische Riccardo fu infine deposto e quindi ucciso. Al suo posto salì al trono Enrico IV che premiò John I Stanley (1350 circa-1414) per il sostegno che gli aveva dato dandogli il titolo di Re di Man. Ad Enrico IV successe il figlio Enrico V d'Inghilterra, l'eroe della Battaglia di Agincourt ed a questi il debole Enrico VI d'Inghilterra il cui debole governo, la cagionevole salute, un figlio ancora bambino costituì un fertile terreno per le pretese degli York che diedero il via alle Guerra delle Due Rose.

## Il bianco e il rosso
Nel 1459 si arrivò ad una sorta di pace, alquanto fittizia, fra le due fazioni e più o meno in quello stesso periodo Thomas convolò a nozze. La moglie che si era scelto era Eleanor Neville (1447-1482), figlia di Richard Neville, V conte di Salisbury e sorella di Richard Neville, XVI conte di Warwick capitano dell'esercito degli York ed incredibilmente questa scelta non fu portatrice di nessuna conseguenza o rimostranza da parte del re. La finta pace inscenata fra i contendenti durò poco, nello stesso anno Riccardo Plantageneto, III duca di York tornò in patria con un esercito e, dopo aver dichiarato il re decaduto, partì per ricongiungersi agli uomini di Richard Neville, XVI conte di Warwick, suo fedele alleato.
A questo punto Thomas fa la sua entrata in scena, la regina Margherita d'Angiò gli ordinò di intercettare l'esercito del cognato per impedire che si riunisse con quello di Warwick, quando le due fazioni si scontrarono alla Battaglia di Blore Heath del 23 settembre 1459 Thomas badò a tenersi ai margini dello scontro senza prendervi parte attiva, suo fratello William Stanley (1435 circa-10 febbraio 1495), invece fu privato dei suoi beni per aver combattuto con gli yorkisti. Questi ultimi vinsero la battaglia e, dopo una breve impasse, sembrarono riprendersi rapidamente tanto che riuscirono ad ottenere da Enrico VI la firma di un documento che dichiarava Riccardo III di York legittimo erede al trono. In quel periodo Thomas collaborò attivamente con gli York che sembravano sul punto di ottenere la corona, nel 1460, il 30 dicembre le due forze si scontrarono nella Battaglia di Wakefield, Thomas si trovò al fianco degli York che subirono una clamorosa disfatta, Riccardo III di York venne ucciso e la stessa sorte toccò ad uno dei suoi figli, Edmondo, Conte di Ruthland (17 maggio 1443-30 dicembre 1460). Ciononostante gli York riuscirono ad impadronirsi del trono, il figlio di Riccardo, Edoardo IV d'Inghilterra si affrettò ad acchiappare la corona e spedì Thomas a sorvegliare i confini di nord-ovest, ma trono o no per gli York le cose si stavano mettendo male, i soldi per pagare l'esercito scarseggiavano ed i nobili cominciarono a chiedersi se avevano fatto la scelta giusta. Altre lotte intestine sopraggiunsero a complicare la situazione, Richard Neville, XVI conte di Warwick si ribellò apertamente contro il re nel 1469 e la loro pacificazione fu vistosamente forzata e precaria tanto che l'anno seguente Wariwck insieme a Giorgio Plantageneto, I duca di Clarence decise di allearsi con l'ex-regina Margherita d'Angiò ora rifugiatasi in Francia.
A quel punto Thomas tornò ad appoggiare i Lancaster mantenendosi fedele al cognato, l'offensiva contro Edoardo IV andò a buon fine, sul trono venne restaurato, il 30 ottobre 1470, Enrico VI d'Inghilterra che si affrettò a perdonare coloro che lo avevano tradito in precedenza, perché gli era debitore del proprio reinsadiamento. Thomas ottenne una posizione di rilievo nella corte e divenne una presenza fissa entro il concilio reale. In quello stesso periodo sua moglie Elanor morì liberandolo dal vincolo di lealtà che doveva ai Neville e gli permise di scegliere una moglie che portasse altri vantaggi politici. La scelta di Thomas cadde su Margaret Beaufort, vedova di Edmondo Tudor (figlio della regina vedova Caterina di Valois e del suo secondo marito Owen Tudor) e madre del futuro Enrico VII d'Inghilterra uno dei principali pretendenti al trono per i Lancaster. Intanto Enrico VI era caduto nuovamente, il governo, che era nelle mani di Warwick, si attirò addosso le ire dei Borgognoni, che il duca aveva attaccato e che risposero inviando un esercito per aiutare Edoardo IV a riprendersi il trono. Thomas tornò a servire gli York, spedì diversi uomini per combattere in Francia e in Scozia accanto al futuro Riccardo III d'Inghilterra.
Nel 1483 Edoardo IV morì improvvisamente ed il trono andò nelle mani del suo figlio dodicenne Edoardo V d'Inghilterra del tutto impreparato a contrastare le brame del Duca di Gloucester, Riccardo III d'Inghilterra, zio paterno del giovane sovrano. Thomas si trovò ancora una volta in posizione di equilibrio, volendo bilanciare le aspirazioni dell'uomo con quelle della madre di Edoardo V, Elisabetta Woodville, di cui Thomsas era consuocero. Quando Riccardo attaccò il convoglio reale, allo scopo di imprigionare il re e suo fratello, Thomas si oppose e venne ferito nello scontro, anche se evita l'esecuzione che invece viene impartita ad un altro nobile, ed assiste impotente all'imprigionamento dei due ragazzi ed all'ascesa al trono di Riccardo.
Ancora una volta però evita il peggio, riesce a rimanere entro la sfera del potere, mantiene la propria posizione a corte e partecipa insieme alla moglie alla cerimonia di incoronazione.
Nello stesso anno viene insignito dell'Ordine della Giarrettiera, rimasto vacante dopo l'esecuzione di William Hastings, I barone Hastings e dimostra di meritare la fiducia che gli viene accordata e quando viene a sapere di una rivolta dei Lancaster che si va formando nel sud sotto la guida di Henry Stafford, II duca di Buckingham non esita ad avvertire il sovrano. Nella battaglia che ne segue è insieme al fratello William al fianco di Riccardo e viene ricompensato con la carica di Grande Conestabile d'Inghilterra al posto del deceduto Stafford. Nonostante questo è possibile che egli stesso fosse in qualche misura coinvolto nella rivolta, almeno all'inizio, infatti sua moglie Margaret era stata una delle sue organizzatrici avendo provveduto a rompere il fidanzamento fra il figlio Enrico VII d'Inghilterra ed Elisabetta di York, figlia del defunto Edoardo IV. È presumibile credere che Thomas sia riuscito a salvare se stesso, la moglie e le loro proprietà solo promettendo solennemente al re di porre fine agli intrighi della donna, in ogni caso, quando nel 1485 Thomas chiese il permesso di lasciare la corte per tornare a casa il re pretese che suo figlio George rimanesse a corte come una sorta di pegno di buona condotta.
In quel periodo Thomas era ancora Conestabile d'Inghilterra e doveva quindi essere a conoscenza di chi entrava od usciva dalla Torre di Londra, incombenza che rientrava nelle sue dirette responsabilità, e doveva anche sapere quindi, che vi erano entrati il giovane Edoardo V e suo fratello Riccardo. In quello stesso periodo Thomas stava iniziando a macchinare contro Riccardo per favorire il proprio figliastro Enrico ed è possibile pensare che, se anche avesse saputo della morte dei due ragazzi o del ruolo in essa giocato da Riccardo non si sarebbe fatto avanti, poiché la loro esistenza pregiudicava le pretese al trono di Enrico, tanto quanto quelle del re già incoronato. Lo stesso discorso lo si può fare per il defunto duca di Buckingham che aveva preceduto Thomas in quella carica.

## Sul lato giusto del campo
Il ritorno a casa di Thomas non fu casuale, in quel periodo egli stava corrispondendo con il figliastro Enrico per programmare il suo ritorno dall'esilio insieme ad un esercito che, partendo dal Galles avrebbe iniziato un'invasione sfruttando gli appoggi dai territori di Thomas e di suo fratello. Quando Riccardo lo seppe ordinò ai due uomini di mettere in allerta tutti i loro soldati perché fossero pronti a fronteggiare l'invasione, il re però si accorse che Enrico ed i suoi marciavano indisturbati per il Galles ed ordinò al figlio di Thomas di raggiungerlo immediatamente. Questi disse che l'inefficienza delle difese paterne fosse da attribuirsi a una malattia, scusa che però il sovrano non accolse e raccogliendo la prima prova della sua infedeltà. Dopo un tentativo fallito di fuga dalla corte George confessò che lui e lo zio stavano tramando con Enrico Tudor, Riccardo fece quindi sapere a Thomas che la vita del figlio dipendeva dalla sua fedeltà, si dice che la risposta di questi sia stata un laconico "Sire, io ho altri figli".
Intanto gli eserciti di Enrico e dei due Stanley si andavano incontrando e furono molti i seguaci dei Lancaster che vennero liberati dai loro esili, è possibile che Enrico e Thomas si siano incontrati alla vigilia della battaglia presso Market Bosworth, ma il 22 agosto quando la Battaglia di Bosworth Field ebbe effettivamente luogo, Thomas si mantenne piuttosto distaccato dall'azione, adottando la stessa strategia già usata in un'altra occasione e fu solo l'intervento del fratello che diede ad Enrico la spinta decisiva verso la vittoria. Le cronache del tempo riportano che, quando Riccardo perse la corona, fu Thomas a raccoglierla e a porla sulla testa del figliastro nel mezzo del campo di battaglia evidenziando così il suo sostegno ai Lancaster. Enrico VII d'Inghilterra mostrò adeguatamente la propria gratitudine al patrigno nominandolo Conte di Derby il 27 ottobre 1485 e donandogli incarichi di prestigio all'interno della corte, oltre che numerose terre e proprietà. Quando nel 1486 nacque il suo primo figlio Arturo Tudor, Thomas ne fu il padrino e quando l'anno dopo Lambert Simnel si ribellò contro il re, questi fu al suo fianco, così come nella Battaglia di Stoke Field del 16 giugno 1487, scelte di campo che gli fruttarono le terre confiscate a diversi nobili che avevano combattuto dal lato sbagliato. Ancora negli anni successivi Thomas rimase al fianco di Enrico sopprimendo delle rivolte nello Yorkshire; non così saggio fu suo fratello William, che appoggiò le pretese al trono di Perkin Warbeck e che venne giustiziato per tradimento nel 1495.

## Matrimonio e discendenza
Thomas morì il 29 luglio 1504 e venne sepolto nella cappella di Burscough Priory, nel Lancashire.
Dal suo matrimonio con Eleanor Neville erano nati nove figli:
- Thomas Stanley, (morto nel 1475)
- Richard Stanley, morto giovane
- George Stanley, IX barone Strange (1460-1503)
- William Stanley, morto giovane
- Anne Stanley, morta giovane
- Edward Stanley, I barone Monteagle (1460 circa-1524)
- Jane Stanley, morta giovane
- James Stanley, Vescovo di Ely (1465 circa-1515)
- Catherine Stanley, morta giovane

Dal suo secondo matrimonio con Margaret Beaufort non ebbe figli.